# Laives, Saône-et-Loire
Laives là một xã ở tỉnh Saône-et-Loire trong vùng Bourgogne-Franche-Comté nước Pháp.

## Geography
Sông Grosne chảy qua xã này.

## Thông tin nhân khẩu
Theo điều tra dân số năm 1999, xã này có dân số 901.
Dân số năm 2004 ước khoảng 950 người.